# Neom
Neom (Arabisch: نيوم Niyūm) is een Saoedisch project voor de ontwikkeling van een toeristische stad, tevens Speciale Economische Zone. Het project is onder meer bedoeld om internationale investeerders aan Saoedi-Arabië te binden, en om – in het deelproject Trojena – de Aziatische Winterspelen van 2029 te organiseren.

## Initiatief
De stad werd aangekondigd door de Saoedische kroonprins Mohammad bin Salman al-Saoed tijdens de Future Investment Initiative-conferentie in Riyad op 24 oktober 2017. Volgens Bin Salman zal Neom onafhankelijk van het ´bestaande overheidskader´ opereren, met eigen belasting- en arbeidswetten en een ´autonoom rechterlijk systeem´.
Neom vloeit voort uit de Saudi Vision 2030, een plan dat streeft naar de vermindering van de olieafhankelijkheid van Saoedi-Arabië, het diversifiëren van de economie en het ontwikkelen van publieke dienstverlening. Het is de bedoeling dat de stad koolstofneutraal gebouwd wordt, zonder wagens of straten. De energievoorziening zou volledig moeten bestaan uit windenergie en zonne-energie. De planning en bouw zal worden bekostigd met een budget van 500 miljard dollar van het Public Investment Fund of Saudi Arabia en internationale investeerders. De eerste projectfase moet volgens de planning in 2025 worden opgeleverd.
In januari 2020 presenteerde kroonprins Mohammad bin Salman al-Saoed de plannen voor het nieuwe stadsproject The Line, wat onderdeel is van Neom.

## Naam
De naam Neom is afgeleid van twee woorden. De eerste drie letters vorm het Oudgriekse voorvoegsel neo-, dat ´nieuw´ betekent. De vierde letter stamt van Mostaqbal (مستقبل), het Arabische woord voor ´toekomst´.

## Locatie

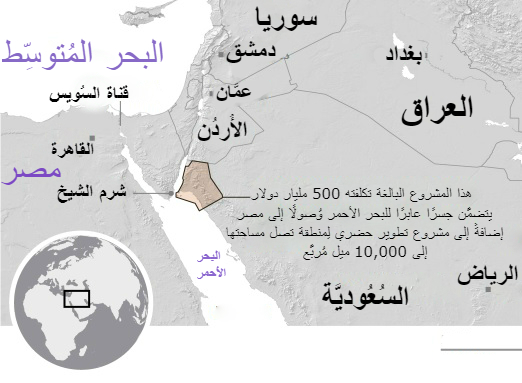
Ligging van Neom (rood)

De bouwlocatie van het project Neom ligt in het uiterste noordwesten van Saoedi-Arabië, in de provincie Tabuk. Het beoogde oppervlak van de geplande stad bedraagt 26.500 km². Neom zal zich over een lengte van 460 kilometer uitstrekken langs de Rode Zeekust.

## Leiding
Op 24 oktober 2017 werd bekendgemaakt dat de ontwikkeling van de stad geleid zou worden door de Duitser Klaus Kleinfeld, voormalig voorzitter en CEO van Alcoa en Siemens AG. Op 3 juli 2018 werd aangekondigd dat Kleinfeld vanaf 1 augustus 2018 een functie zou bekleden als adviseur van kroonprins Salman. Nadhmi Al-Nasr is Kleinfeld vanaf die datum opgevolgd als directeur van Neom.